# دارين سميث
دارين سميث (بالإنجليزية: Darren Smith)‏ (6 ديسمبر 1986 إدنبرة المملكة المتحدة - ) هو لاعب كرة قدم بريطاني يلعب كلاعب وسط.

## روابط خارجية
- دارين سميث على موقع قاعدة بيانات كرة القدم.إي يو (الإنجليزية)
- دارين سميث على موقع Soccerbase.com (لاعب) (الإنجليزية)